# Tour of Missouri

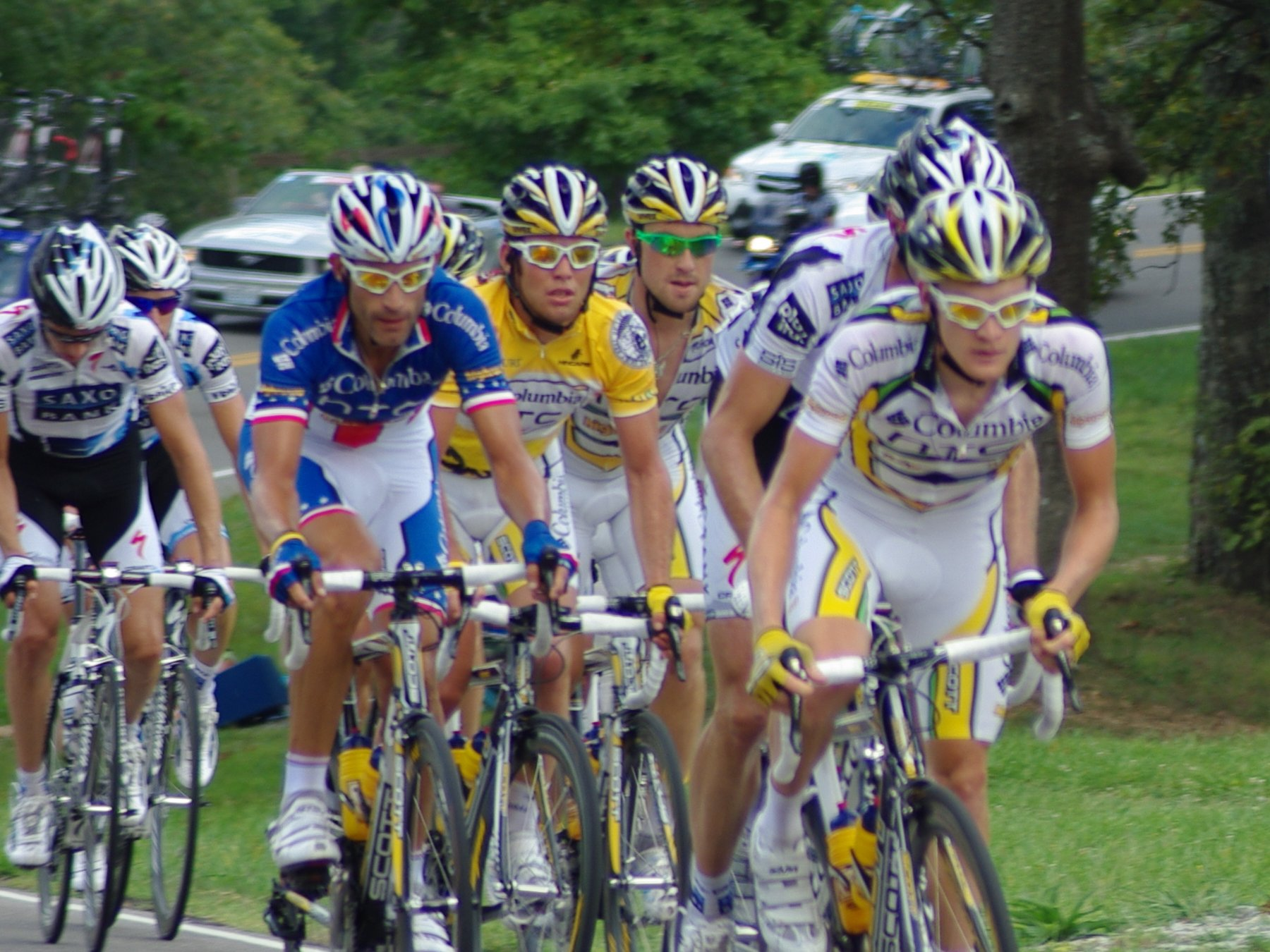
Ciclisti in azione al Tour of Missouri 2009

Il Tour of Missouri (it. Giro del Missouri) era una corsa a tappe maschile di ciclismo su strada, disputata nello stato del Missouri (Stati Uniti) dal 2007 al 2009 con cadenza annuale.

## Storia
La prima edizione del Tour of Missouri ebbe luogo nel settembre del 2007, organizzata su iniziativa dello stato del Missouri e del suo Governatore Matt Blunt, dalla società Medalist Sports, già organizzatrice di Tour of California e Tour de Georgia. La corsa era composta da sei tappe, tra Kansas City e St. Louis, e venne inserita nel calendario dell'America Tour 2007 come prova di classe 2.1. Erano presenti quindici squadre, tra cui due ProTeam, Saunier Duval-Prodir e Discovery Channel. Proprio un membro di quest'ultima, George Hincapie, ottenne il successo finale, dopo una vittoria di tappa ottenuta regolando una dozzina di corridori arrivati a più di 14 minuti di vantaggio dal gruppo. Il suo compagno Levi Leipheimer si impose nella cronometro.
Il ritorno mediatico della prima edizione del Tour soddisfece gli organizzatori: fu seguito da 360 000 spettatori e generò un'attività economica stimata a 26,2 milioni di dollari. Nel 2008 il Tour si allungò di una tappa, venendo incluso nel calendario dell'America Tour come prova di classe 2.1. Quindici squadre erano presenti al via, di cui due ProTeams, Team Columbia (tra le cui file vi era Hincapie) e Liquigas. La Columbia si aggiudicò quattro tappe, si cui tre con Mark Cavendish. Christian Vande Velde, vincitore della cronometro, si aggiudicò la corsa.
Nel 2009 la gara fu promossa alla classe 2.HC; si corsero ancora sette tappe, di cui una a cronometro, e furono ancora quindici le squadre al via. La vittoria finale andò a David Zabriskie (vincitore della cronometro), mentre Cavendish vinse due tappe, risultando il plurivincitore dell'edizione. Dopo il 2009 la prova non venne più organizzata, a causa dei tagli di budget operati dallo Stato del Missour.

## Albo d'oro
Aggiornato all'edizione 2009.
| Anno | Vincitore            | Secondo            | Terzo            |
| ---- | -------------------- | ------------------ | ---------------- |
| 2007 | George Hincapie      | William Frischkorn | Dominique Rollin |
| 2008 | Christian Vandevelde | Michael Rogers     | Svein Tuft       |
| 2009 | David Zabriskie      | Gustav Larsson     | Marco Pinotti    |

### Altre classifiche
| Anno | Sprint         | Scalatori        | Giovani         | Premio della combattività | Squadre             |
| ---- | -------------- | ---------------- | --------------- | ------------------------- | ------------------- |
| 2007 | Ivan Dominguez | Jeff Louder      | Steve Cozza     | Freddy Parra              | Slipstream-Chipotle |
| 2008 | Mark Cavendish | Dominique Rollin | Roman Kreuziger | Jeff Louder               | Team Columbia       |
| 2009 | Thor Hushovd   | Moisés Aldape    | Dario Cataldo   | Michael Barry             | Team Saxo Bank      |